# ホシハラビロヘリカメムシ
ホシハラビロヘリカメムシ Homoeocerus (Tliponius) unipunctatus はヘリカメムシ科に属するカメムシの1種。道ばたでクズなどについて見られる。黄褐色をしており、腹部の幅が広く、前翅に丸い斑紋がある。

## 特徴
体長15mm程度の昆虫。体は全体に黄褐色で、小さな褐色の点刻を密につけている。頭部は小さく、頭頂部には不明確ながら暗色の縦の条紋が2本ある。触角は赤褐色で、先端の節は暗い色となっている。前胸背の側面の縁は黄白色になっており、僅かに内側に向かって曲がる。前翅の端はほぼ腹部の末端まで届く。基部側の革質部にはその中央に明瞭な黒い小斑紋がある。膜質部は透明でわずかに褐色を帯び、光沢がある。腹部の縁にある結合板それぞれの縁の前がやや色淡く、それより後ろは少し暗色になっている。体の下面と歩脚は淡い黄褐色で、中胸以降ではそれぞれの胸節と腹節において、正中線と縁の溝との間の中央付近に各1個の小さな黒斑がある。

## 生態など
マメ科植物を宿主とし、フジ、クズ、ヌスビトハギなどについているのが見られ、また畑のダイズに見かけることもある。特にクズの上で見かけることが多く、最も多く見かけるカメムシである。
またこの種は大型動物の糞から汁を吸う習性があることが知られている。時に乾燥した糞からも汁を吸おうとしているのが見られるという。

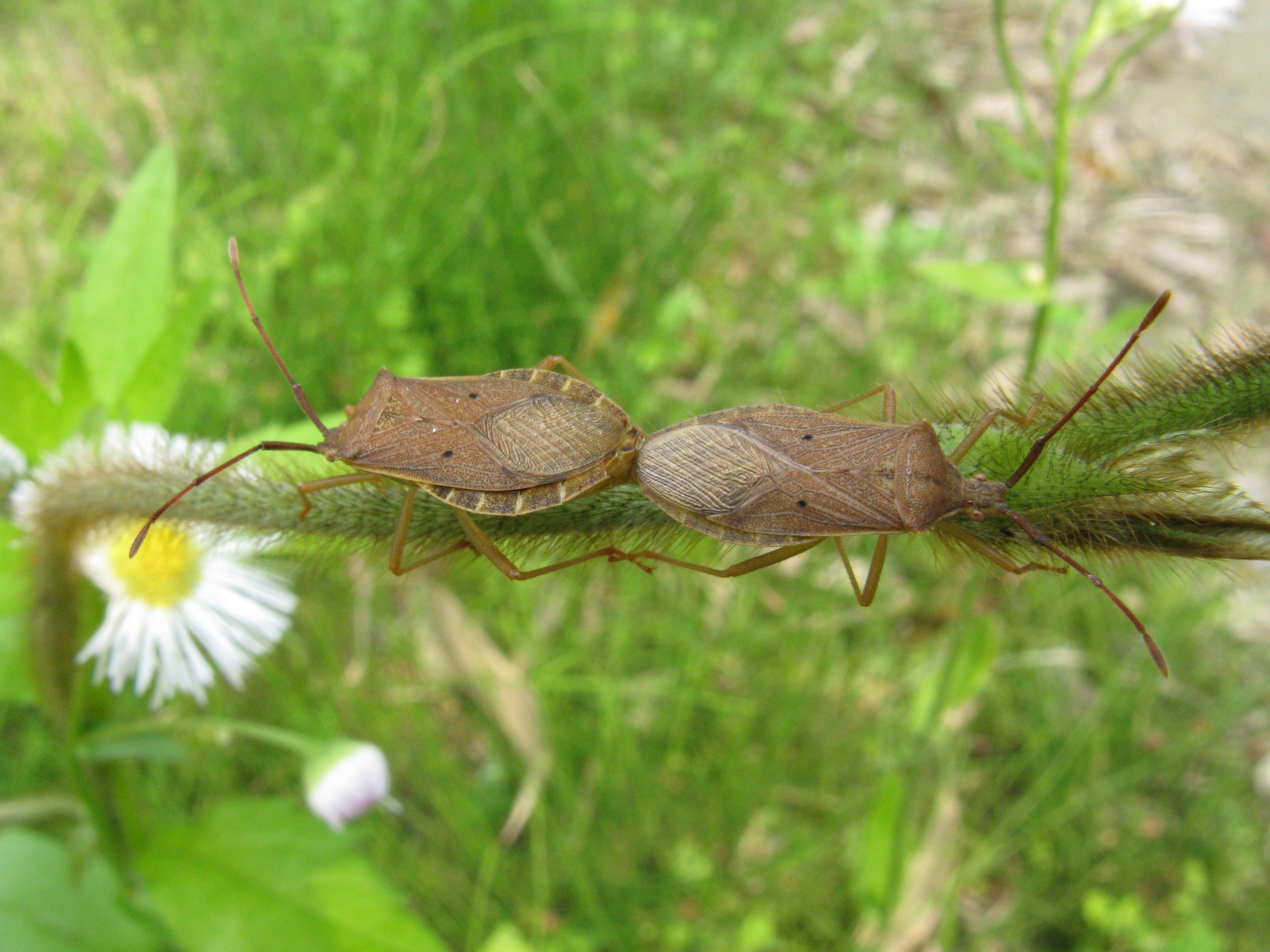
交尾中の姿
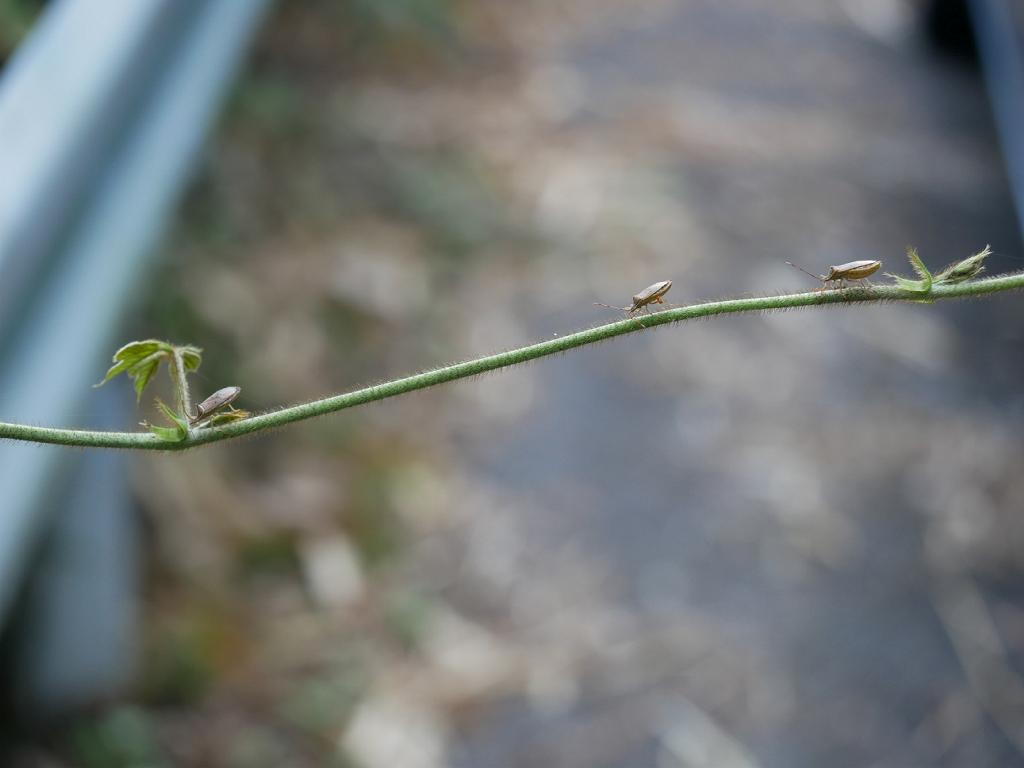
クズの蔓に群れている様子

## 分布
日本では本州、四国、九州、伊豆諸島、隠岐、対馬、甑諸島、大隅諸島、トカラ列島に分布し、国外では台湾、朝鮮半島、中国、ベトナムから知られる。

## 分類
ヘリカメムシ科は250属、1800種にも達する大きな群であり、いくつもの亜科や族に分けることが試みられている。本種の属するハラビロヘリカメムシ属はヘリカメムシ亜科ハラビロヘリカメムシ族に含めるが、日本ではここに含まれるものとして5種が知られる。そのうちでオオクモヘリカメムシ H. striicornis は従来は独立属とされていたもので、現在は本属の亜属オオクモヘリカメ亜属 Subgen. Anacanthocoris としているが、一回り大きく、また緑色の細身のカメムシである。
残り4種は本種と共にハラビロヘリカメムシ亜属 Subgen. Triponius とする。その中でアズキヘリカメムシ H. marginiventris は腹部が幅広くなっておらず、体の両側はほぼ並行となっているのではっきり区別できる。
残りの2種は本種とよく似たものである。ハラビロヘリカメムシ H. dilatatus は古くから知られた種で大きさも形も本種とよく似ており、前翅の黒い斑紋は存在するが痕跡的で淡い。より正確には触角の第1節が短いこと、第2，第3節が本種では円筒形だがこの種では扁平な三角柱状になっていることで区別できる。この種は日本では北海道から九州までに見られる。もう1種のシロヘリハラビロヘリカメムシ H. pallidulus は近年に知られたもので、本種よりやや小柄で、腹部の稜縁の部分である結合板が黄白色になっており、表面に微細な黒い点刻がないことで区別できる。この種は本州から南西諸島にまで分布する。いずれにせよ、これらの中で本種が一番普通に見られるものである。

## 利害
時としてダイズに発生することがある。主として茎や葉から吸汁し、時に莢にも着くと言うが、被害が問題にならない程度のようである。